# Флаг округа Морской
Флаг внутригородского муниципального образования муниципальный округ Морской в Василеостровском районе города Санкт-Петербурга Российской Федерации — опознавательно-правовой знак, служащий официальным символом муниципального образования и знаком единства его населения.
Флаг утверждён постановлением от 20 декабря 2005 года № 76 как флаг муниципального округа округ Морской, переименованный с 1 января 2014 года в муниципальный округ Морской, и решением геральдического совета при Президенте Российской Федерации от 27 января 2006 года и внесён в Государственный геральдический регистр Российской Федерации с присвоением регистрационного номера 2089.

## Описание
«Флаг муниципального образования муниципальный округ округ Морской представляет собой прямоугольное полотнище синего цвета с отношением ширины флага к длине 2:3, воспроизводящее композицию герба муниципального образования „округ Морской“ в жёлтом и белом цветах».
Геральдическое описание герба гласит: «В лазоревом поле два золотых якоря лапами вниз накрест (морской лапами вправо и речной о четырёх лапах), поверх которых серебряный уплывающий двухмачтовый корабль с распущенными парусами и флюгерами на мачтах».